# Джон Варли
Джон Хърбърт Варли (на английски: John Herbert Varley) е американски писател на научна фантастика.

## Биография и творчество
Роден е на 9 август 1947 г. в Остин, щат Тексас и е учил в Мичиганския държавен университет. Първият му публикуван разказ – Picnic on Nearside излиза през 1974 г. на страниците на списание Fantasy & Science Fiction и скоро след това се превръща в един от най-популярните американски писатели през 1970-те и 1980-те години. За неговите творби е присъща по-голяма сложност на съдържанието в сравнение на произведенията на другите негови съвременници.
Негови произведения са носители на две награди Небюла, три награди Хюго и пет премии Локус.

## Произведения

### Самостоятелни романи
- Millennium (1983)[1]
- Tango Charlie and Foxtrot Romeo (1991)
- Mammoth (2005)
- Slow Apocalypse (2012)

### Поредица „Осем свята“ (Eight Worlds)
1. The Ophiuchi Hotline (1977)[1]
Гореща линия Офиучи, изд. „Камея“ (1995), прев. Любомир Спиров
2. The Persistence of Vision (1978)
Постоянство на възприятието, сп. „Фантастични истории“ бр. 8 (1992), прев. Юлиян Стойнов
Упорството на възприятието, алм. „Фантастика“ (2009), прев. Юлиян Стойнов, , Калин Ненов
3. Blue Champagne (1986)
4. Irontown Blues (2018)

### Поредица „Гея“ (Gaea)
1. Titan (1979)[1]
Титан, изд. „Камея“ (1997), прев. Ангел Ангелов
2. Wizard (1980)
Магьосница, изд. „Камея“ (1995), прев. Елка Георгиева
3. Demon (1984)
Демон, изд. „Камея“ (1997), прев. Елка Георгиева

### Поредица „Метал“ (Metal)
1. Steel Beach (1992)[1]
2. The Golden Globe (1998)

### Поредица „Гръмотевици и светкавици“ (Thunder and Lightning)
1. Red Thunder (2003)[1]
2. Red Lightning (2006)
3. Rolling Thunder (2008)
4. Dark Lightning (2014)

### Сборници
- The Barbie Murders (1980)[1]
- The John Varley Reader (2004)
- Good-Bye, Robinson Crusoe (2013)

### Новели
- Press Enter (1984) – награда „Хюго“ и „Небюла“[1]
Натиснете ENTER, сп. „Омега“ бр.1 (1990), прев. Людмила Георгиева
- The Persistence of Vision (1978) – награда „Хюго“ и „Небюла“
Постоянство на възприятието в сборника „Фантастични истории“ (1992), прев. Юлиян Стойнов